# Società Sportiva Juventus Stabia 1995-1996
Questa voce raccoglie le informazioni riguardanti la Società Sportiva Juve Stabia nelle competizioni ufficiali della stagione 1995-1996.

## Stagione
Nella stagione 1995-1996 la Juve Stabia è giunta al quindicesimo posto nel girone B di Serie C1 e vince i playout contro il Nola.

## Rosa
| N. |                   | Ruolo | Calciatore           |
| -- | ----------------- | ----- | -------------------- |
|    | Italia (bandiera) | P     | Ciro Ambra           |
|    | Italia (bandiera) | P     | Guido Nanni          |
|    | Italia (bandiera) | D     | Roberto Amodio       |
|    | Italia (bandiera) | D     | Mario Ansaldi        |
|    | Italia (bandiera) | D     | Maurizio Caccavale   |
|    | Italia (bandiera) | D     | Gianluca Colavitto   |
|    | Italia (bandiera) | D     | Mariano De Francesco |
|    | Italia (bandiera) | D     | Vincenzo Feola       |
|    | Italia (bandiera) | D     | Andrea Veronici      |
|    | Italia (bandiera) | C     | Donato Amato         |
|    | Italia (bandiera) | C     | Jonathan Bachini     |
|    | Italia (bandiera) | C     | Giovanni Cefis       |
|    | Italia (bandiera) | C     | Vincenzo De Liguori  |

| N. |                   | Ruolo | Calciatore            |
| -- | ----------------- | ----- | --------------------- |
|    | Italia (bandiera) | C     | Sergio Dell'Aquila    |
|    | Italia (bandiera) | C     | Antonio Dell'Oglio    |
|    | Italia (bandiera) | C     | Alessandro Manca      |
|    | Italia (bandiera) | C     | Attilio Nicodemo      |
|    | Italia (bandiera) | C     | Gennaro Pizzo         |
|    | Italia (bandiera) | C     | Alessandro Romei      |
|    | Italia (bandiera) | C     | Antonio Talevi        |
|    | Italia (bandiera) | A     | Salvatore Bertuccelli |
|    | Italia (bandiera) | A     | Salvatore Buoncammino |
|    | Italia (bandiera) | A     | Raffaele Costantino   |
|    | Italia (bandiera) | A     | Luca Gonano           |
|    | Italia (bandiera) | A     | Francesco Micciola    |

## Calciomercato

### Sessione autunnale
| Acquisti | Acquisti         | Acquisti | Acquisti   |
| R.       | Nome             | da       | Modalità   |
| -------- | ---------------- | -------- | ---------- |
| C        | Jonathan Bachini | Udinese  | prestito   |
| A        | Luca Gonano      | Ischia   | definitivo |

| Cessioni | Cessioni | Cessioni | Cessioni |
| R.       | Nome     | a        | Modalità |
| -------- | -------- | -------- | -------- |

### Sessione invernale
| Acquisti | Acquisti | Acquisti | Acquisti |
| R.       | Nome     | da       | Modalità |
| -------- | -------- | -------- | -------- |

| Cessioni | Cessioni           | Cessioni  | Cessioni   |
| R.       | Nome               | a         | Modalità   |
| -------- | ------------------ | --------- | ---------- |
| A        | Francesco Micciola | Benevento | definitivo |

## Risultati

### Campionato

#### Girone di andata
| 27 agosto 1995 1ª giornata | Juventus Stabia | 0 – 0 | Acireale |  |

| 3 settembre 1995 2ª giornata | Castel di Sangro | 0 – 0 | Juventus Stabia |  |

| 10 settembre 1995 3ª giornata | Juventus Stabia | 3 – 2 | Lecce |  |

| 17 settembre 1995 4ª giornata | Ischia Isolaverde | 1 – 0 | Juventus Stabia |  |

| 24 settembre 1995 5ª giornata | Juventus Stabia | 1 – 1 | Ascoli |  |

| 1º ottobre 1995 6ª giornata | Gualdo | 0 – 0 | Juventus Stabia |  |

| 8 ottobre 1995 7ª giornata | Juventus Stabia | 0 – 1 | Nocerina |  |

| 15 ottobre 1995 8ª giornata | Turris | 1 – 1 | Juventus Stabia |  |

| 22 ottobre 1995 9ª giornata | Juventus Stabia | 0 – 0 | Trapani |  |

| 29 ottobre 1995 10ª giornata | Lodigiani | 2 – 1 | Juventus Stabia |  |

| 12 novembre 1995 11ª giornata | Juventus Stabia | 0 – 0 | Atletico Catania |  |

| 19 novembre 1995 12ª giornata | Siena | 2 – 2 | Juventus Stabia |  |

| 26 novembre 1995 13ª giornata | Juventus Stabia | 0 – 0 | Casarano |  |

| 3 dicembre 1995 14ª giornata | Nola | 1 – 1 | Juventus Stabia |  |

| 10 dicembre 1995 15ª giornata | Juventus Stabia | 4 – 0 | Sora |  |

| 17 dicembre 1995 16ª giornata | Chieti | 1 – 1 | Juventus Stabia |  |

| 30 dicembre 1995 17ª giornata | Juventus Stabia | 1 – 1 | Savoia |  |

#### Girone di ritorno
| 7 gennaio 1996 18ª giornata | Acireale | 2 – 0 | Juventus Stabia |  |

| 14 gennaio 1996 19ª giornata | Juventus Stabia | 1 – 1 | Castel di Sangro |  |

| 28 gennaio 1996 20ª giornata | Lecce | 2 – 0 | Juventus Stabia |  |

| 4 febbraio 1996 21ª giornata | Juventus Stabia | 0 – 0 | Ischia Isolaverde |  |

| 18 febbraio 1996 22ª giornata | Ascoli | 2 – 0 | Juventus Stabia |  |

| 25 febbraio 1996 23ª giornata | Juventus Stabia | 1 – 2 | Gualdo |  |

| 3 marzo 1996 24ª giornata | Nocerina | 0 – 1 | Juventus Stabia |  |

| 10 marzo 1996 25ª giornata | Juventus Stabia | 3 – 1 | Turris |  |

| 24 marzo 1996 26ª giornata | Trapani | 1 – 2 | Juventus Stabia |  |

| 31 marzo 1996 27ª giornata | Juventus Stabia | 1 – 2 | Lodigiani |  |

| 7 aprile 1996 28ª giornata | Atletico Catania | 2 – 2 | Juventus Stabia |  |

| 14 aprile 1996 29ª giornata | Juventus Stabia | 2 – 3 | Siena |  |

| 21 aprile 1996 30ª giornata | Casarano | 2 – 0 | Juventus Stabia |  |

| 5 maggio 1996 31ª giornata | Juventus Stabia | 0 – 0 | Virtus Nola |  |

| 12 maggio 1996 32ª giornata | Sora | 2 – 1 | Juventus Stabia |  |

| 19 maggio 1996 33ª giornata | Juventus Stabia | 0 – 0 | Chieti |  |

| 26 maggio 1996 34ª giornata | Savoia | 2 – 2 | Juventus Stabia |  |